# 王靜茵
王靜茵（英文名：Venus Wong，1975年11月16日—），曾任香港有線電視首席新聞報道員，1997年畢業於香港中文大學新聞及傳播學院，在大學時期曾擔任兼職港聞記者，畢業後隨即加入香港有線電視成為新聞主播至2012年7月為止。
王靜茵除了在有線新聞台報道新聞之外，她亦曾主持過不少節目，包括有線財經資訊台所播出的《神州穿梭》、《時代時尚》、《各抒己見》、回顧一年大事的《還看2000》；直播新聞台播出的《百年中國》（2009年9月）等，其中令她難忘的工作經驗為參與「美國大選2000」節目十多小時的直播。
王靜茵婚後仍繼續留守主播的崗位，2007年的產假後一度主要報道Cable早晨和上午要聞時段。
2009年7月，王靜茵與其他九位主播莊安宜、王春媚、王巧、關善茹、王沛然、曾美華、張曉雯、游安怡及劉紫鳳出版《有線主播點．線．面》。同年年尾，主要主持十一點最前線、十一點半點最前線及午夜最前線。
2010年起，主要主持新聞最前線及國際最前線。一年後，主要報導上午要聞及午間通訊時段。
2012年7月，王靜茵離開工作了十三年的有線新聞，去向未明。

## 出版著作
| 有線主播點．線．面 | 2009年7月 | 明報出版社有限公司 | ISBN 9789888026203 |

## 外部連結
- 給維納斯 （页面存档备份，存于）